# أيمن سعيد بطرفي
أيمن سعيد عبد الله بطرفي هو طبيب يمني معتقل خارج نطاق القانون في معتقل غوانتانامو الأمريكي في كوبا.الرقم التسلسلي الخاص به هو 627. وهو طبيب جراحة عظام تخرج من كلية الطب في باكستان، وواصل الدراسات العليا حتى شهادة الدكتوراه. في 30 مارس 2009، أعلنت وزارة العدل أن إدارة أوباما قررت الإفراج عنه. حيث كان أيمن ثاني معتقل يتم الإفراج عنه من قبل إدارة أوباما. كان قد تم اتهامه بالعمل كطبيب في معركة تورا بورا سنة 2001.

## وصلات خارجية
- قصة أيمن بطرفي، طبيب في غوانتانامو، أندي ورثينجتون.